# كارولين بينغهام
كارولين بينغهام (بالإنجليزية: Caroline Bingham)‏ هي عالمة نبات أمريكية، ولدت في 1831، وتوفيت في 1932.